# Ramal Aeroporto–Castelão
O Ramal Aeroporto–Castelão (Expedicionários ↔ Castelão) será um ramal ferroviário, atualmente em construção, pertencente a rede do Metrô de Fortaleza, que interligará a linha Nordeste a Arena Castelão, passando pelo Aeroporto Internacional de Fortaleza. Quando totalmente concluída possuíra 7,6 quilômetros de extensão e quatro estações, sendo administrada pela Companhia Cearense de Transportes Metropolitanos (Metrofor).
O material rodante será composto por VLTs (Veiculo Leve sobre Trilhos) movidos a diesel, semelhantes aos utilizados nas linhas nordeste e oeste.

## Histórico
Em novembro de 2020, foi lançado o edital de licitação, pela Secretaria da Infraestrutura do Ceará, para a construção de um ramal da Linha Nordeste do Metrô de Fortaleza visando atender o Aeroporto Internacional de Fortaleza. A obra foi estimada em R$ 46,94 milhões e também contemplava serviços complementares para total operação da linha Nordeste. O novo ramal, nomeado de ramal Aeroporto, foi planejado originalmente para ter 2,5 quilômetros de extensão e duas estações (Expedicionários e Aeroporto). A empresa CG Construções foi a vencedora da licitação para a implantação do ramal. O processo, do tipo menor preço, foi concluído por R$ 38,85 milhões, custando 17,2% a menos que o previsto inicialmente. A ordem de serviço para o início das obras foi assinado em 11 de novembro de 2021 e tinha previsão para ser concluída em até doze meses.

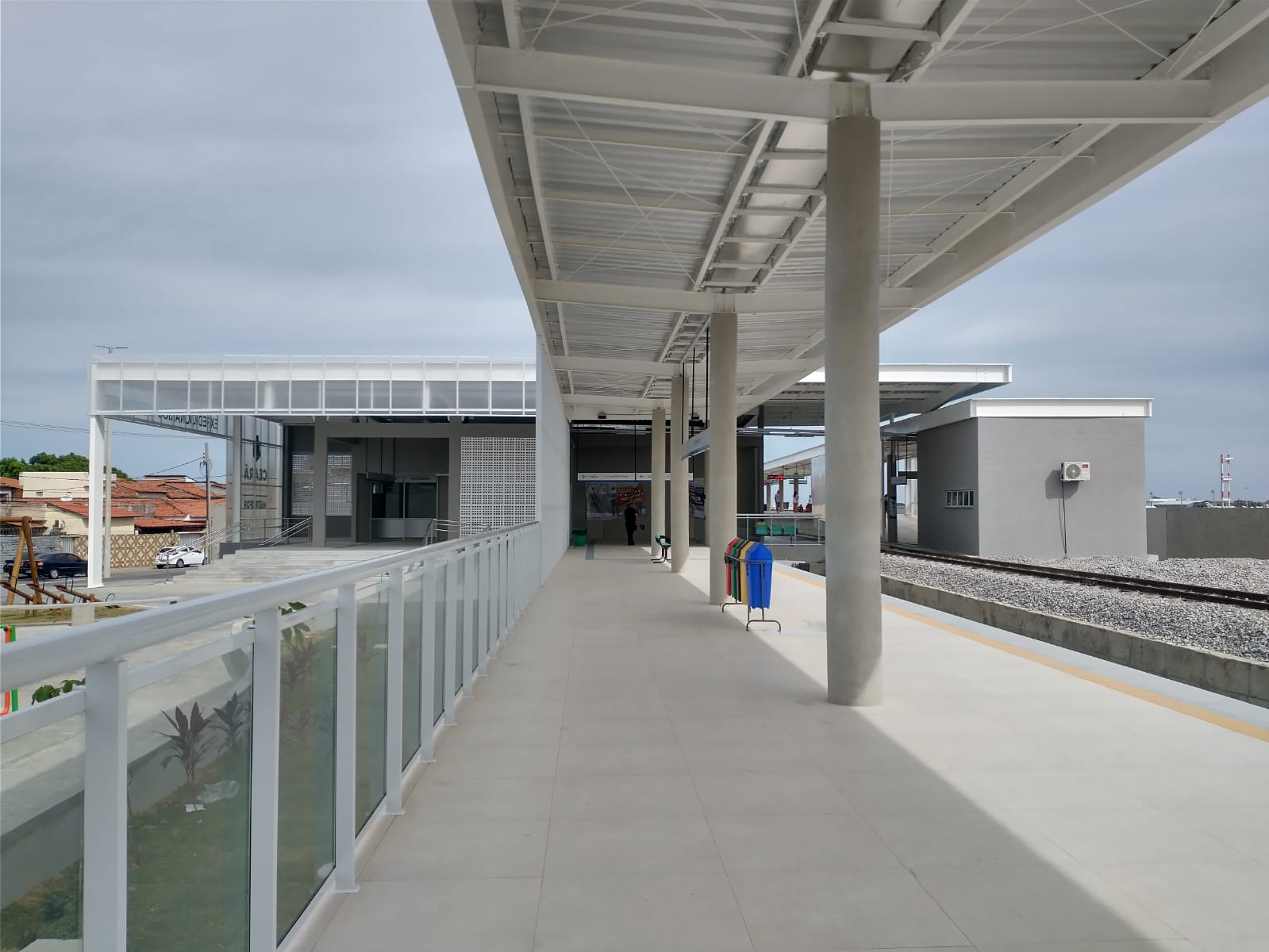
Plataforma do ramal na estação Expedicionários.

A estação Expedicionários, a décima primeira da linha Nordeste e a primeira estação a compor o novo ramal, foi entregue em 29 de dezembro de 2022 em solenidade que contou com a presença da então Governadora do Ceará, Izolda Cela.
Em maio de 2023, dezoito meses após a assinatura da ordem de serviço, a obra ainda não tinha concluída e um novo prazo de conclusão foi estabelecido para o final daquele ano. Entretanto, após atrasos e o encerramento do contrato com a empresa responsável pela construção foi necessária a realização de uma nova licitação para concluir o ramal, fato que levou a mudança no prazo de entrega para o final de 2024.
Em 6 de fevereiro de 2025, o Governador do Estado do Ceará, Elmano de Freitas, anunciou, em coletiva de imprensa, a expansão do ramal Aeroporto para a região da Arena Castelão. A extensão do ramal, que agora passaria a se chamar ramal Aeroporto–Castelão, incluiu mais 5,1 quilômetros de extensão ao projeto original e duas novas estações (CEU e Castelão).

## Características
O primeiro trecho, entre as estações Expedicionários e Aeroporto, será composto de uma via permanente singela com 2.430 metros de extensão, dos quais 910 metros são em trecho elevado e o restante em superfície.
O ramal possuirá duas estações de passageiros, uma em superfície, nas proximidades da Avenida dos Expedicionários, e a segunda estação elevada, na rótula de acesso ao aeroporto, e se conectará com a passarela existente para a travessia da Avenida Senador Carlos Jereissati.
O Ramal Aeroporto terá inicio no subtrecho entre as estações Montese e Vila União da Linha Nordeste, nas proximidades da Avenida Expedicionários onde terá uma estação de superfície, seguindo em paralelo às linhas vias 1 e 2 da Linha Nordeste em direção a avenida Senador Carlos Jereissati onde seguirá margeando a avenida até a entrada do estacionamento do Aeroporto, onde será construída uma estação elevada.

## Estações
| Estação         | Inauguração                     | Linha(s)                                | Conexão                              | Posição    | Bairro/Cidade |
| --------------- | ------------------------------- | --------------------------------------- | ------------------------------------ | ---------- | ------------- |
| Expedicionários | 29 de dezembro de 2022 (2 anos) | Ramal Aeroporto–Castelão Linha Nordeste |                                      | Superfície | Fortaleza     |
| Aeroporto       | Em construção                   | Ramal Aeroporto–Castelão                | Aeroporto Internacional de Fortaleza | Elevada    | Fortaleza     |
| CEU             | Em licitação                    | Ramal Aeroporto–Castelão                |                                      | Superfície | Fortaleza     |
| Castelão        | Em licitação                    | Ramal Aeroporto–Castelão                |                                      | Superfície | Fortaleza     |